# Diocèse de la Barbade
Le diocèse de la Barbade est une juridiction de la Communion anglicane à la Barbade relevant de l'Église dans la province des Antilles. Il a été fondé en 1824. Son siège est à Bridgetown à la cathédrale Saint-Michel-et-Tous-les-Anges et l'actuel titulaire est Michael Maxwell.

## Historique
Le diocèse est créé en 1824 en même temps que le diocèse de Jamaïque, les deux couvrant l'ensemble des Caraïbes. Depuis 1660, la zone faisait nominalement partie du diocèse de Londres. En 1813, William Howley nie qu'elle soit de sa responsabilité, car les nominations relevaient en fait des gouverneurs locaux. À l'origine, la juridiction du diocèse couvre Trinité-et-Tobago, la Guyane britannique, les îles Sous-le-Vent et les îles du Vent, mais en 1842, après le retrait de son premier évêque, William Coleridge (en), le diocèse est divisé en trois avec la création d'un diocèse d'Antigua et des îles Sous-le-Vent et d'un diocèse du Guyana.